# Operazione bit a bit
In informatica, un'operazione bit a bit (o bitwise) opera su una stringa di bit, un array di bit o un numero binario (considerato una stringa di bit) a livello dei suoi singoli bit.
Sono operazioni primitive, veloci, supportate direttamente dal processore, e usate per manipolare valori, per il confronto e altri calcoli.
In processori a basso costo sono operazioni tipiche, più veloci della divisione, diverse volte più veloci della moltiplicazione, e talvolta significativamente più veloci dell'addizione.
Le operazioni bit a bit sono più comuni a basse prestazioni per il loro ridotto uso di risorse.

## NOT
L' operazione bit a bit di NOT, o complemento, è un'operazione unaria che esegue la negazione logica su ogni bit, formando il complemento a uno del valore binario dato. I bit che sono {\displaystyle 0} diventano {\displaystyle 1}, e quelli che sono {\displaystyle 1} diventano {\displaystyle 0}. Per esempio:
{\displaystyle {\begin{array}{rlrl}{\text{NOT}}&{\texttt {0111}}&({\text{decimale }}7)\\=&{\texttt {1000}}&({\text{decimale }}8)\end{array}}}

## AND
L' operazione bit a bit AND, indicata con {\displaystyle \&}, esegue un confronto tra due variabili dando come risultato una terza variabile che presenta un {\displaystyle 1} in quelle posizioni in cui entrambe le variabili di partenza presentano {\displaystyle 1} e uno {\displaystyle 0} in tutte le altre.
{\displaystyle {\begin{array}{r c r l}a&=&60;&{\texttt {00111100}}\\b&=&240;&{\texttt {11110000}}\\c&=&a\&b;&{\texttt {00110000}}\end{array}}}
{\displaystyle c} sarà uguale a {\displaystyle 48}.

## OR
L' operazione bit a bit OR, indicata con {\displaystyle |}, esegue un confronto tra due variabili dando come risultato una terza variabile che presenta un {\displaystyle 1} in quelle posizioni in cui almeno una delle due variabili di partenza presenta {\displaystyle 1} e uno {\displaystyle 0} in tutte le altre posizioni (ossia le posizioni in cui entrambe le variabili presentano {\displaystyle 0}). Potrebbe considerarsi come l'operazione simmetricamente opposta dell'AND di cui sopra.
{\displaystyle {\begin{array}{r c r l}a&=&60;&{\texttt {00111100}}\\b&=&240;&{\texttt {11110000}}\\c&=&a\mid b;&{\texttt {11111100}}\end{array}}}
{\displaystyle c} sarà uguale a {\displaystyle 252}.

## XOR
L' operazione bit a bit XOR indicata con ^, esegue un confronto tra due variabili dando come risultato una terza variabile che presenta un {\displaystyle 1} in quelle posizioni in cui le due variabili di partenza presentano valori diversi e uno {\displaystyle 0} in tutte le altre posizioni.
{\displaystyle {\begin{array}{r c r l}a&=&60;&{\texttt {00111100}}\\b&=&240;&{\texttt {11110000}}\\c&=&a\oplus b;&{\texttt {11001100}}\end{array}}}
{\displaystyle c} sarà uguale a {\displaystyle 204}.